# Línguas de Santa Catarina
Os idiomas de Santa Catarina podem ser divididos em dois grupos distintos, as línguas autóctones e as línguas alóctones. Alguns destes são idiomas minoritários.
Idiomas autóctone ou idiomas nativos
- Kaingang
- Mbyá-guarani
- Xokleng

Idiomas de alóctones ou idiomas de imigrantes
- Português, a língua nacional do Brasil
- Castelhano e/ou o "portunhol" muito falado nas regiões da fronteira com a Argentina;
- Hochdeutsch ou Deutsch (alemão padrão)
- Hunsrückisch, como ele é falado com proeminência em Antônio Carlos,[2] e como língua minoritária em Treze Tílias (em alemão: Dreizenlinden), etc.
- Língua brasileira de sinais
- Plattdietch ou plattdüütsch, idioma germânico (falado em partes dos Países Baixos, sul da Dinamarca, norte da Alemanha e noroeste da Polônia, com a sua existência lingüística reconhecida oficialmente pela União Europeia) ao qual pertence o dialeto pomerano falado em várias regiões do sul do Brasil, próximo à cidade de Blumenau - Pomerode;
- Riograndenser Hunsrückisch,[3] idioma germânico centrado no Rio Grande do Sul mas com presença permanente no oeste catarinense, como em São João do Oeste. Trata-se de uma variante do alemão baseada no grupo dialetal alemão centro-ocidental (em alemão: Westmitteldeutsche Sprachen), ao qual pertencem também outras variantes do Hunrückisch, como aquela falada em Antônio Carlos,[4] em Treze Tílias (em alemão: Dreizenlinden), etc., em diferentes núcleos linguísticos regionais do estado de Santa Catarina.
- Polonês, comum no Planalto Norte catarinense, e em pequenas communidades no Vale do Itajaí e no sul catarinense.
- Outras línguas: em menor escala ainda existem vários outros núcleos de idiomas e dialetos (i.e. polonês, lituano, japonês (Frei Rogério), árabe, iídiche, roma, bergamasco (dialeto italiano), voralbergês (dialeto alemão austríaco), vêneto, etc.)